# 文家乡
文家乡，是中华人民共和国湖南省常德市临澧县下辖的一个乡镇级行政单位。

## 行政区划
文家乡下辖以下地区：
文家村、潘家铺村、青龙寺村、骆家村、雅林村、五道村、张家村、枫树村、大观村、得胜村、岩溪村、丰登村、古堰村、余家村、新屋村、三公村和高茂村。